# Jacobus Capitein
Jacobus Elisa Johannes Capitein (Costa d'Oro olandese, 1717 – Elmina, 1747) è stato un missionario e scrittore ghanese naturalizzato olandese.
Divenne famoso per essere stato uno dei primi africani sub-sahariani a studiare in un'università europea nonché uno dei primi africani ad essere ordinato pastore della Chiesa riformata olandese. Si dice sia stato il diffusore della scrittura nel Ghana dove operò per molti anni come missionario.

## Biografia

### I primi anni
Capitein, il cui nome africano non è noto, venne strappato con la forza ai suoi genitori dalla Costa d'Oro olandese (attuale Ghana) nel 1725, quando aveva 8 anni, e venne venduto come schiavo ad un capitano olandese, Arnold Steenhart. In quello stesso anno, Steenhart lo regalò a Jacobus van Goch, un commerciante della Compagnia olandese delle Indie occidentali.
All'età di 11 anni, nel 1728, Capitein venne portato a vivere in Olanda con van Goch a Le Hague. Van Goch lo trattò come un figlio adottivo e gli diede il cognome Capitein ("capitano" in olandese). Jacobus frequentò le scuole e riuscì ad eccellere nella pittura, nella lettura e nella scrittura, nella matematica e nelle lingue classiche. Capitein, che venne battezzato come membro della chiesa riformata olandese nel 1735, e nel contempo espresse la volontà di tornare in Africa come missionario. Suo padre adottivo gli permise nel 1737 di frequentare l'Università di Leida dove studiò teologia, a seguito della quale divenne pastore.
Durante i suoi studi a Leida, Capitein non cambiò le proprie attitudini generali nei confronti della schiavitù nella Repubblica Olandese. Nella sua tesi di laurea dal titolo De servitude, libertati christianae non contraria discussa il 10 marzo 1742, egli difese la schiavitù in quanto essa niet strydig tegen de christelyke vryheid ("non [è] in conflitto con la libertà cristiana"). Egli riteneva infatti che uno schiavo che diventa cristiano non ha necessità di essere liberato, come pure invece egli riteneva corretto che un proprietario di schiavi facesse battezzare i suoi schiavi.

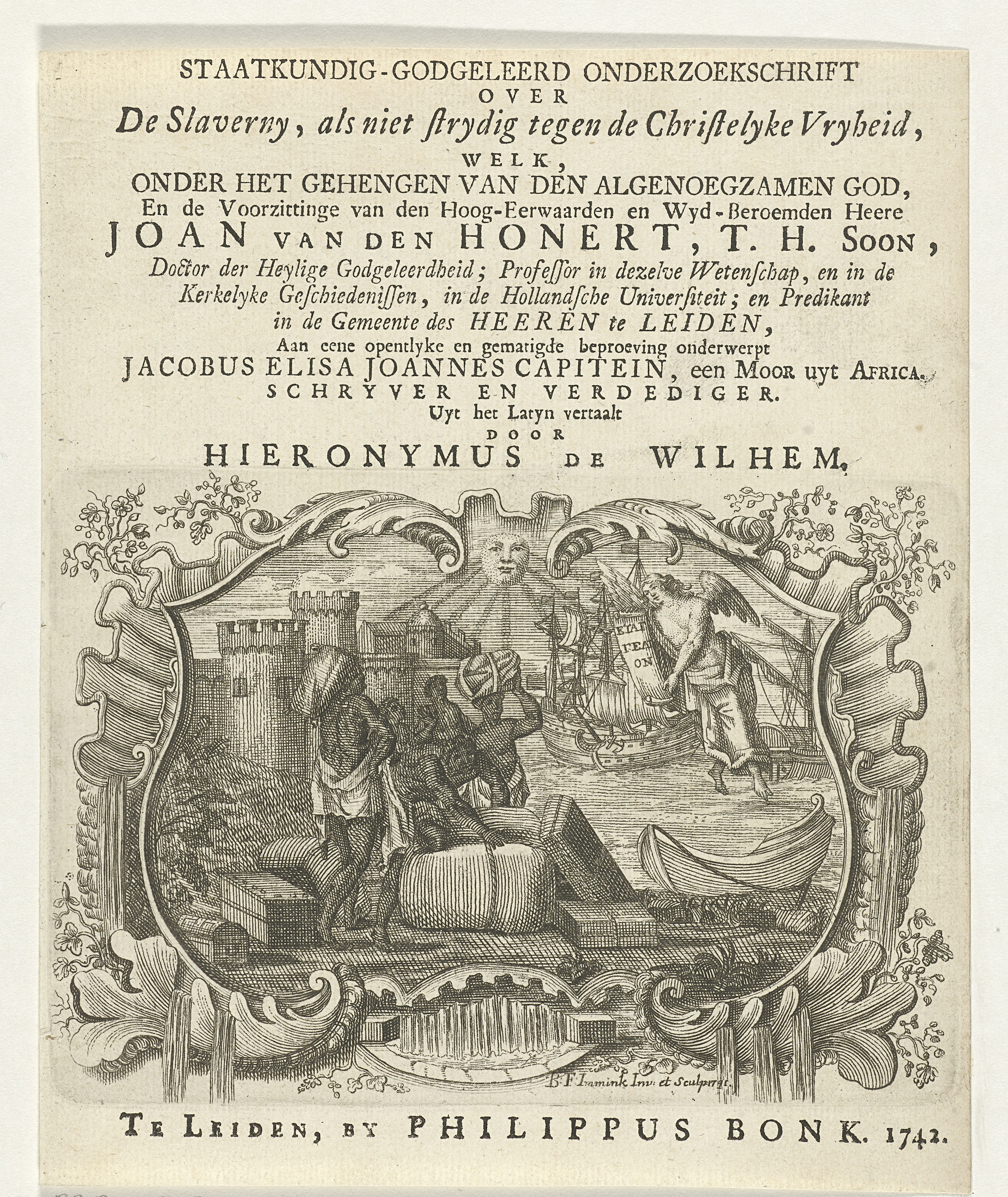
Fronte dell'edizione olandese della tesi di laurea di Capitein, pubblicata nel marzo del 1742
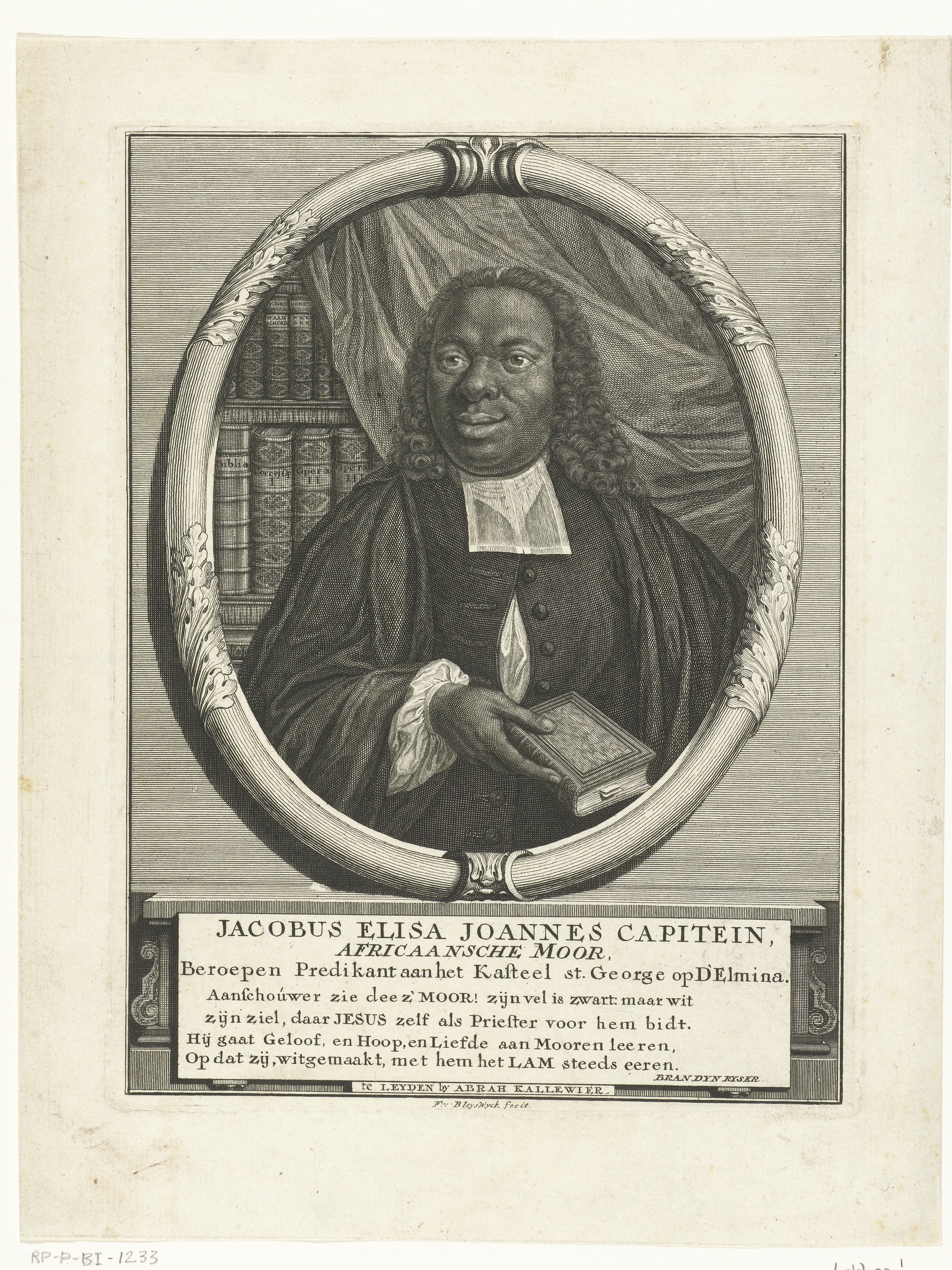
"La sua pelle è nera, ma la sua anima è bianca". Ritratto (1742)
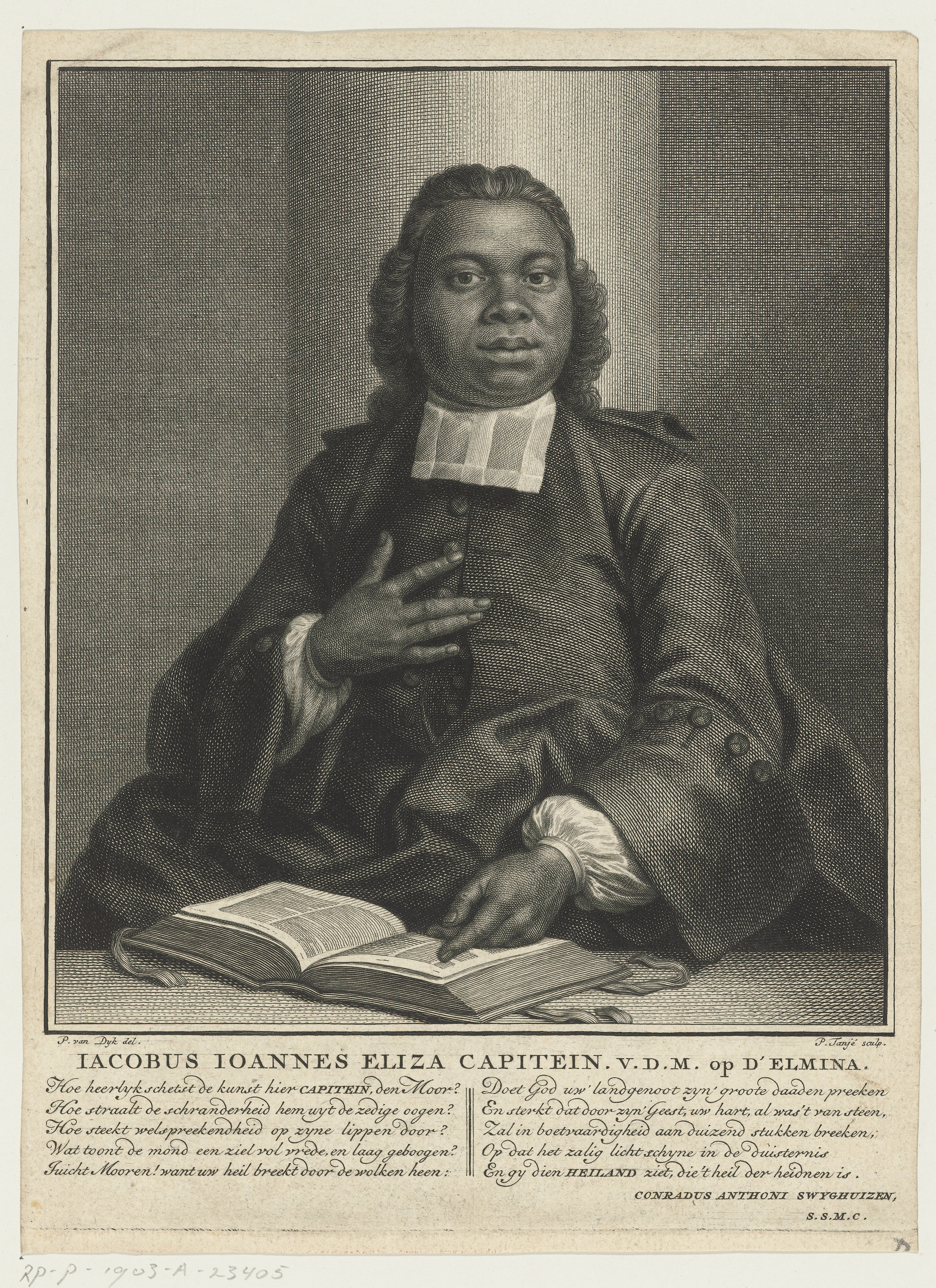
Ritratto nella tesi pubblicata (marzo 1742)
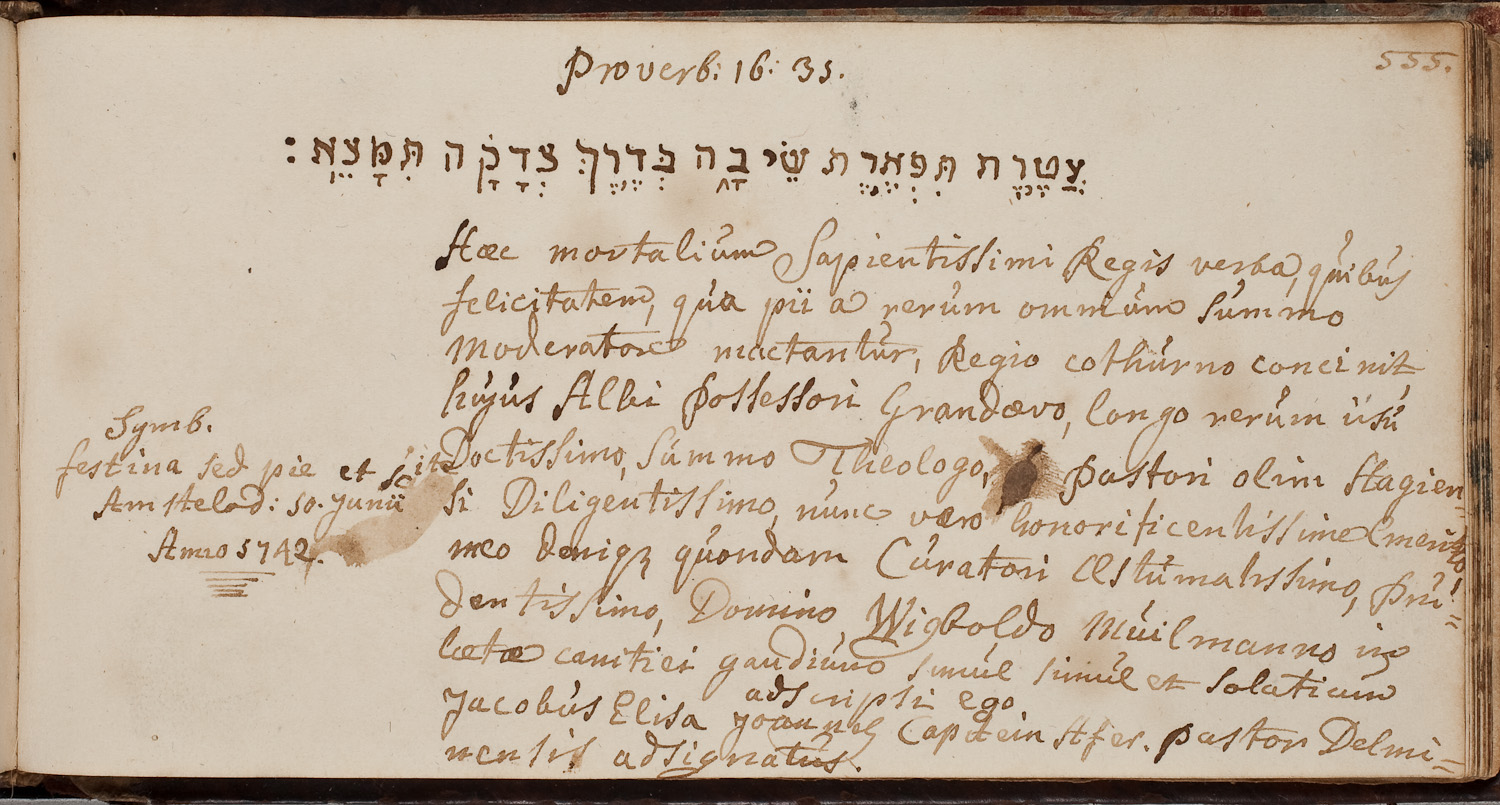
Manoscritto nel Friendship book W. Muilman (giugno 1742)

### L'attività missionaria
La sua difesa della schiavitù rese Capitein estremamente popolare nella Compagnia olandese delle Indie occidentali e venne nominato pastore al forte di Elmina, il centro principale degli schiavisti nella Costa d'Oro olandese (attuale Ghana). Dopo un breve tour dei Paesi Bassi, dove era noto come il "pastore nero", lasciò la patria alla volta di Elmina. Ad ogni modo incontrò notevoli difficoltà come ministro del culto. Gli schiavisti bianchi infatti non lo apprezzavano innanzitutto per il colore della sua pelle e poi per il fatto che egli era solito criticare le relazioni extraconiugali degli schiavisti. Egli ebbe pure dei contatti difficili con gli altri africani dal momento che Capitein aveva assimilato troppo dei costumi olandesi dell'epoca, e la sua continua propensione nel battezzare la popolazione locale lo rendeva inviso alle comunità native. Per migliorare i suoi contatti con gli africani, Capitein si propose di sposare una ragazza locale, ma la chiesa olandese non gli approvò tale unione ed al contrario gli trovò una moglie olandese, Antonia Ginderdros, che sposò nel 1745 – il primo matrimonio tra europei celebrato ad Elmina.
Pur avendo avuto poco successo come missionario, Capitein riuscì invece a istituire una scuola ed un orfanotrofio ad Elmina. Il suo successo più grande fu nel 1744 quando Opoku Ware I, re degli Ashanti, richiese a Capitein di svolgere l'attività di tutore per i suoi figli. Capitein tentò di inviare i ragazzi nei Paesi Bassi per educarli, ma questo non gli venne permesso dal sovrano. Ad ogni modo, uno dei figli del re, Gyakye, venne inviato in missione diplomatica presso la Repubblica Olandese, accompagnato dal dono di dieci zanne di elefante.

## La memoria storica
Il ruolo storico di Jacobus Capitein è stato a lungo visto negativamente o relegato al ruolo di mera curiosità in quanto, come difensore della schiavitù, avrebbe rappresentato un pessimo modello per l'emancipazione dei neri d'Africa. Ad ogni modo la posizione di Capitein sulla schiavitù deve essere inquadrata nel suo tempo: le sue visioni riflettevano chiaramente il clima del XVIII secolo nel quale la chiesa si era adattata ormai al traffico degli schiavi che tra l'altro rappresentava uno dei pilastri dell'economia nazionale olandese. Rigettare completamente la schiavitù era considerata una cosa impossibile, anche se alcuni iniziavano a criticarne i modi.
L'obbiettivo primario di Capitein fu quello innanzitutto di battezzare gli africani, anche se schiavi. Capitein in questo si opponeva alla tesi sostenuta da Godefridus Corneliszoon Udemans (1581-1649), pastore olandese come lui, che però riteneva che gli schiavi dovessero essere liberati sette anni dopo il loro battesimo. Questo fatto però avrebbe scoraggiato gli schiavisti a battezzare i loro schiavi.
Altro grande merito di Capitein fu quello di aver tradotto per primo il Padre Nostro ed i Dieci Comandamenti nel Mfantsi, uno dei dialetti più popolari tra quelli parlati nella Costa d'Oro, nel 1744. Queste traduzioni furono tra le prime opere scritte del Ghana in lingua locale.